# Michel Yachvili
Michajl Jašvili (francesizzato in Michel Yachvili; Tulle, 25 luglio 1946) è un ex rugbista a 15 e allenatore di rugby a 15 francese, negli anni settanta tallonatore / terza linea ala del Brive due volte finalista del campionato nazionale.

## Biografia
Michel Yachvili è nato in Francia da Čalva (o Chaliko) Jašvili (poi francesizzato in Charles Yachvili), soldato sovietico originario della Georgia, sfuggito ai campi di prigionia tedeschi e aggregatosi alla Resistenza nel Limosino, rimasto in Francia per evitare la deportazione in Siberia che Stalin riservò a molti ex-prigionieri dell'Armata Rossa.
Affiancò il proprio lavoro di ispettore di polizia all'attività rugbistica, che lo vide dapprima militare nella sua città natale, Tulle, poi a Brive-la-Gaillarde, dove si svolse gran parte della sua carriera sia professionale che sportiva, nel locale club: con il Brive, infatti, Yachvili giunse fino alla finale del campionato francese in due occasioni, nel 1972 e nel 1975, nonché alla finale di Coppa di Francia nel 1974.
Disputò 15 incontri in Nazionale francese tra il 1968 e il 1975, esordendo nel Cinque Nazioni 1968, in occasione del primo Grande Slam mai realizzato dalla Francia; prese parte anche ai tornei del 1969 e del 1971.
Da allenatore, guidò lo stesso Brive, poi lavorò a Nizza, dove era stato trasferito, e nel principato di Monaco, dove guidò la sezione rugbistica del club più noto per la sua squadra di calcio.
È padre di tre rugbisti professionisti, nativi di Brive-la-Gaillarde, Grégoire, Dimitri e Charles-Édouard, i primi due dei quali sono giocatori internazionali (rispettivamente per la Georgia e per la Francia) che presero parte alla Coppa del Mondo con le loro nazionali.